# Thomas Goodwin (theoloog)

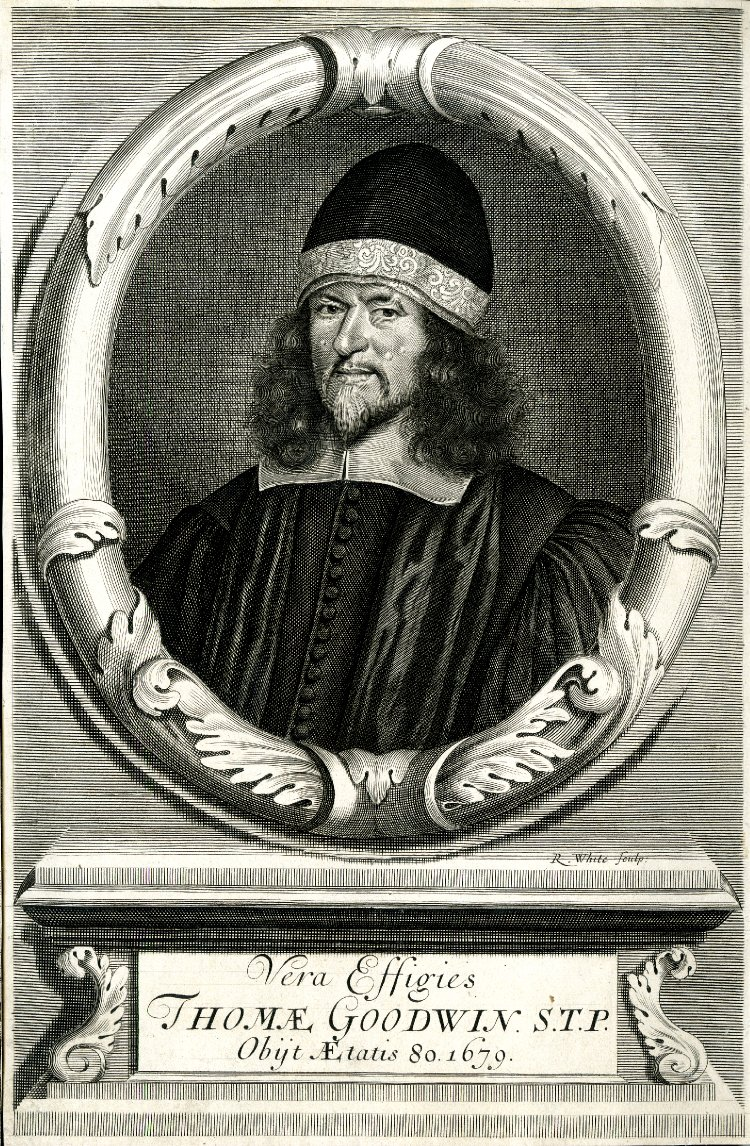

Thomas Goodwin (Rollesby, Norfolk, 5 oktober 1600 - Londen 23 februari 1680), was een Engelse puriteinse theoloog en prediker die - samen met Richard Sibbes, John Cotton, John Preston en anderen - behoorde tot de Cambridge Brethern. Hij diende als aalmoezenier van Oliver Cromwell, waarmee hij samen met John Owen van grote invloed was op Cromwell. In 1650 werd hij door het parlement aangesteld tot president van het Magdalen College in Oxford. Hij was een belangrijke figuur voor de consolidatie en verdere ontwikkeling van het Engelse calvinisme. Tijdens de regering van koning Charles I was hij - tijdelijk - in Nederland. Hij overleed vlak voordat hij naar Nieuw Engeland wilde vertrekken.
- Bibliothèque nationale de France: cb167281809 (data)
- Catàleg d'autoritats de noms i títols de Catalunya: 981058527647106706
- Gemeinsame Normdatei: 100490301
- International Standard Name Identifier: 0000 0000 6311 8285
- Library of Congress Control Number: n82253637
- Nationale Bibliotheek van Tsjechië: jo2002159976
- Nationale Bibliotheek van Israël: 987007274430505171
- Nederlandse Thesaurus van Auteursnamen: 070440743
- Istituto Centrale per il Catalogo Unico: CFIV212418
- LIBRIS: 286970
- SNAC: w619317x
- Système universitaire de documentation: 067291775
- Trove: 1087463
- Virtual International Authority File: 5275568
- WorldCat: E39PBJjCX7PMFxCXJGvrqgCG73